# Jaume Vila i Ricart
Jaume Vila i Ricart (La Fuliola, Urgell, 10 de novembre de 1917 - Mollerussa, Pla d'Urgell, 2 de setembre de 1997) fou un escriptor, músic i pintor català. Ben aviat quan tenia cinc anys la seva família es traslladà a la finca dels Girona anomenada Castell del Remei. Allí des de molt jove s'inicià en la literatura i establí contacte i amistat amb personalitats de les arts, com els escriptors Joaquim Ruyra, Valeri Serra i Boldú, i, més tard amb els pintors Josep Obiols i Josep Balcells entre d'altres.
Va començar els estudis a Tàrrega, però els va continuar com a intern a l'Institut Borrell d'Alella, on es va desvetllar el seu interès per l'art. Més tard es diplomà com a tècnic en obres hidràuliques per la International Schools de Boston (EUA). Va compaginar la seva faceta creativa amb la feina d'enginyer a l'Oficina Tècnica del Canal d'Urgell, els negocis i l'ensenyament. Fou fundador d'Agrussa (Agricultores Unidos SA) al març de 1954, juntament amb altres empresaris de Mollerussa i personalitats de Guissona i Linyola.
A la seva novel·la Sarcènit, narra les aventures i desventures d'un jove del Pla d'Urgell. Creador polifacètic és autor de l'"himne del Pla d'Urgell" i de l'estudi Els canals d'Urgell i la seva història. És autor també dels llibres de poesia Les roses negres, amb il·lustracions de l'artista i pedagog mollerussenc 
Francesc Carbonell Paris, i 40 sonets de llum i de fosca, aquest darrer inclou il·lustracions de la pintora i poetessa Rosa Galceran.
El seu sonet El Cop de Mall, inclòs en el seu llibre de sonets, va ser guardonat als Jocs Florals de Tardor de 1992 de l'Ajuntament de Barcelona.
El 1996 va rebre l'homenatge de l'Ajuntament de Mollerussa en reconeixement de la seva tasca continuada en favor de la cultura.
Al 31 de maig de 2013 s'inaugurà a la Biblioteca Comarcal Jaume Vila de Mollerussa, que porta el nom de l'escriptor, l'exposició "la Veu de la Terra" dedicada a escriptors del Pla d'Urgell, que compta amb un plafó dedicat a Jaume Vila.

## Obra
- Sarcénit (1951)
- Sarcènit (1985, ISBN 8476120273)
- Les roses negres (1989, ISBN 8486387957)
- Els Canals d'Urgell i la seva història (1992, ISBN 8487029272)
- 40 sonets de llum i de fosca (1993, ISBN 8487029434)